# クロリス (小惑星)
クロリス (410 Chloris) は、小惑星帯に位置するとても大きなC型小惑星。かなり小規模な小惑星族を代表しているか、別の小惑星族に所属しているか意見が分かれている。
オーギュスト・シャルロワがニースで発見し、ギリシア神話に登場するニュンペーのクローリス（ローマ神話の女神フローラと同一の存在と言われる）にちなんで命名された。